# 福井栄一
福井 栄一（ふくいえいいち、1966年11月3日-　）は、上方文化評論家。
四條畷学園大学看護学部客員教授。関西大学社会学部非常勤講師。京都ノートルダム女子大学国際言語文化学部非常勤講師。認定NPO法人岸和田健老大学客員教授。法清寺「かしく祭」世話人。大阪府文化財愛護推進委員。
上方の芸能や歴史文化に関する講演、評論を行う。　朝日関西スクエア会員。剣道二段。

## 経歴
大阪府吹田市生まれ。箕面桜ヶ丘幼稚園卒。箕面市立箕面小学校卒。箕面市立第一中学校卒。大阪府立北野高等学校卒。
中学校・高校時代は剣道部の部長を務めた。
京都大学法学部卒。京都大学大学院法学研究科修士課程修了。法学修士。学部時代の指導教官は村松岐夫教授（行政学）、大学院時代は大嶽秀夫教授（政治過程論）だった。
1990年4月に株式会社住友銀行（現・三井住友銀行）に入行。
1999年、鑑賞した上方舞公演の至芸に衝撃を受け、翌日に銀行を辞して上方文化評論家として独立。
以後、自身の講演で上方文化の魅力を説く一方、上方舞や地歌筝曲のプロデュースや演目解説なども手掛ける。
毎年３月１８日に法清寺で行われる「かしく祭」では、世話人として奉納芸能公演の企画・制作・演目解説・司会を務める。
2003年度は、NHK総合テレビ「上方倶楽部」で古典芸能公演紹介コーナーのレギュラー解説者を務めた。
なお、2006年（平成18年）から2017年（平成29年）にかけ、十二支の生きもの1種について1冊、計12冊の単行本を技報堂出版から刊行した。2018年（平成30年）6月には数十回に及ぶ文化講演に対して認定NPO法人岸和田健老大学から感謝状が贈られた。
＜テレビなどメディア出演実績（抄録）＞
- 「Abema TV Prime」（テレビ朝日）（2017年8月8日）
- 「日本人のおなまえっ！」（NHK総合テレビ）（2017年10月12日）
- 「ちゃちゃ入れマンデー」（関西テレビ）（2019年7月2日）
- 「かまいたちの机上の空論城」（関西テレビ）（2022年12月17日、2023年4月22日、2023年5月20日、2023年9月9日）
- 「ガイロク（街録）」（NHK BSプレミアム）（2023年6月10日）
- 「田辺青蛙の奇妙探求」（Podcast）(2025年5月30日、2025年6月6日)

## 著書
- 『上方学 知ってはりますか、上方の歴史とパワー』(PHP文庫) 2003.1 「上方学 おいでやす、日本の美と文化の宝庫 増補版」(朝日文庫 2012.12
- 『鬼・雷神・陰陽師 古典芸能でよみとく闇の世界』(PHP新書) 2004.4
- 『ぼくいちびり 上方写真帖』写真・文. プラネットジアース, 2005.6
- 『小野小町は舞う 古典文学・芸能に遊ぶ妖蝶』東方出版, 2005.8
- 『大阪人の「うまいこと言う」技術』(PHP新書) 2005.8
- 『子どもが喜ぶことわざのお話 読み聞かせにぴったりの、面白小ばなし50選』PHP研究所, 2006.3
- 『イノシシは転ばない 「猪突猛進」の文化史』技報堂出版, 2006.12
- 『大山鳴動してネズミ100匹 要チュー意動物の博物誌』技報堂出版, 2007.12
- 『にんげん百物語 誰も知らないからだの不思議』技報堂出版, 2007.9
- 『悟りの牛の見つけかた 十牛図にみる関東と関西』技報堂出版, 2008.12
- 『おもしろ日本古典ばなし115 現代語訳』訳著. 子どもの未来社, 2008.2
- 『飛んで火に入ることわざばなし 親子いっしょにひざを打つ』日本教育研究センター, 2008.5
- 『虎の目にも涙 44人の虎ばなし』技報堂出版, 2009.11
- 『おなかもよじれるおもしろばなし』(古典とあそぼう) 河野あさ子 絵. 子どもの未来社, 2009.2
- 『こしもぬけちゃうびっくりばなし』(古典とあそぼう 村田エミコ 絵. 子どもの未来社, 2009.3
- 『せなかもぞくぞくこわいはなし』(古典とあそぼう) 横須賀キッコ 絵. 子どもの未来社, 2009.3
- 『かわいいだけがウサギじゃない むかしばなしのウサギたち』技報堂出版, 2010.11
- 『子どもが夢中になる「ことわざ」のお話100 1分で読み聞かせ』PHP研究所, 2010.7
- 『おはなしで身につく四字熟語』毎日新聞社, 2011.10
- 『龍の100の物語 あなたは龍を見たか』技報堂出版, 2011.12
- 『蛇と女と鐘』技報堂出版, 2012.12
- 『馬耳東風では済まないはなし』技報堂出版, 2013.12
- 『説話をつれて京都古典漫歩』京都書房ことのは新書 2013.7
- 『ぐっすり眠れる羊のはなし 羊が一匹、羊が二匹』技報堂出版, 2014.12
- 『おさるの大合戦 炎の十番勝負』技報堂出版, 2015.12
- 『卵より先のニワトリばなし』技報堂出版, 2016.12
- 『犬と猫はどうして仲が悪いのか』技報堂出版, 2017.12
- 『説話と奇談でめぐる奈良』朱鷺書房, 2019.2
- 『十二支妖異譚 神様になれなかった動物たち』(編・現代語訳). 工作舎, 2020.11
- 『現代語訳近江の説話 伊吹山のヤマトタケルから三上山のムカデまで』(淡海文庫 サンライズ出版, 2020.4
- 『名作古典にでてくるさかなの不思議なむかしばなし』ニシハマカオリ 絵. 汐文社, 2020.7
- 『名作古典にでてくるどうぶつの不思議なむかしばなし』三本桂子 絵. 汐文社, 2020.8
- 『名作古典にでてくるとりの不思議なむかしばなし』鴨下潤 絵. 汐文社, 2020.8
- 『解體珍書 カラダのフシギなモノガタリ』工作舎, 2021.10
- 『しんとく丸の栄光と悲惨』2021年、批評社、ISBN 978-4826507240
- 『日本の奇談・珍談101　古典の玉手箱から』2022年、共栄書房、ISBN 978-4763411044
- 『ことわざ なるほど100話』2022年、里文出版、ISBN 978-4898065181
- 『蟲虫双紙　ちいさなイノチのファンタジア』2022年、工作舎、ISBN 978-4875025412
- 『幻談水族巻　いちばん近くにある異世界の住人たち』2022年、工作舎、ISBN 978-4875025436
- 『十二支外伝　スーパーアニマルミステリーツアー』2022年、工作舎、ISBN 978-4875025504
- 『本草奇説　もの言わぬ植物たちも夢をみる』2023年、工作舎、ISBN 978-4875025542
- 『鳥禽秘抄　天空から舞い降りるのは天使か悪魔か』2023年、工作舎、ISBN 978-4875025559
- 『十二支ふしぎばなし』2024年、人間社、ISBN 978-4911052112
- 『現代新訳　鳩翁道話』2024年、青娥書房　ISBN 978-4790604020
- 『全訳 大和怪異記　古典怪談玉手箱』2025年、現代書館 ISBN 978-4768459720
- 『小悪魔の大辞典：機知と諧謔の断章たち』2025年、青娥書房 （電子書籍）

### DVD
- DVD（監修・出演）『でんねん　試験に出る？　大阪弁：ちゃうちゃう編』2007年、ポニーキャニオン、SKU-4988013281042
- DVD（監修・出演）『でんねん　試験に出る？　大阪弁：ぼちぼち編』2007年、ポニーキャニオン、SKU-4988013281141